# Сячэн
Сячэ́н (кит. упр. 下城, пиньинь Xiàchéng, буквально: «нижний город») — район городского подчинения города субпровинциального значения Ханчжоу провинции Чжэцзян (КНР).

## История
В имперское время эти земли входили в состав уездов Цяньтан (钱塘县) и Жэньхэ (仁和县). После образования Китайской Республики был создан уезд Хансянь (杭县). В 1927 году урбанизированная часть уезда Хансянь была выделена в отдельный город Ханчжоу.
Когда в мае 1949 года Ханчжоу был занят войсками коммунистов, то район № 3 был переименован в Сячэн.
В 1999 году район состоял из 6 уличных комитетов и 1 посёлка. В результате реформы 2004 года посёлок Шицяо был расформирован, и после перераспределения границ в районе стало 8 уличных комитетов.

## Административное деление
Район делится на 8 уличных комитетов.